# 석성
석성(石城)은 돌로 쌓은 성을 말한다.

## 한국의 석성
- 진도군 남도석성(南桃石城)
- 예산군 상중리석성(上中里石城)
- 화성시 신경산석성(新經山石城)